# Arnold (Nebraska)
Arnold és una població dels Estats Units a l'estat de Nebraska. Segons el cens del 2000 tenia 630 habitants.

## Demografia
Segons el cens del 2000, Arnold tenia 630 habitants, 303 habitatges, i 180 famílies. La densitat de població era de 315,9 habitants per km².
Dels 303 habitatges en un 25,4% hi vivien nens de menys de 18 anys, en un 52,1% hi vivien parelles casades, en un 5,6% dones solteres, i en un 40,3% no eren unitats familiars. En el 37,6% dels habitatges hi vivien persones soles el 20,5% de les quals corresponia a persones de 65 anys o més que vivien soles. El nombre mitjà de persones vivint en cada habitatge era de 2,08 i el nombre mitjà de persones que vivien en cada família era de 2,73.
Per edats la població es repartia de la següent manera: un 23% tenia menys de 18 anys, un 5,7% entre 18 i 24, un 22,5% entre 25 i 44, un 23,8% de 45 a 60 i un 24,9% 65 anys o més.
L'edat mediana era de 44 anys. Per cada 100 dones de 18 o més anys hi havia 84,4 homes.
La renda mediana per habitatge era de 25.500 $ i la renda mediana per família de 35.875 $. Els homes tenien una renda mediana de 24.375 $ mentre que les dones 21.339 $. La renda per capita de la població era de 18.574 $. Aproximadament el 10,1% de les famílies i el 14,8% de la població estaven per davall del llindar de pobresa.

## Poblacions més properes
El següent diagrama mostra les poblacions més properes.